# Volterra
Volterra é uma comuna italiana da região da Toscana, província de Pisa, com cerca de 11.267 habitantes. Estende-se por uma área de 252 km², tendo uma densidade populacional de 45 hab/km².

## Demografia
| Variação demográfica do município entre 1861 e 2011                               |
|                                                                                   |
| Fonte: Istituto Nazionale di Statistica (ISTAT) - Elaboração gráfica da Wikipedia |

## História
Sua origem se deu no século IX a.C., quando surgiram os primeiros povoados etruscos no alto do cume. Faz fronteira com Casole d'Elsa (SI), Castelnuovo di Val di Cecina, Colle di Val d'Elsa (SI), Gambassi Terme (FI), Lajatico, Montaione (FI), Montecatini Val di Cecina, Peccioli, Pomarance, San Gimignano, também teria sido o local de nascimento do segundo papa, Papa Lino.
Foi lá onde possivelmente foi gravado o filme Lua Nova, da saga Crepúsculo. Era o lar dos temidos vampiros Volturi. Mas depois foi confirmado que as gravações das cenas de Volterra aconteceram em Montepulciano, tambem na Itália.

## Geografia
Edificada sobre um monte de mais de 500 metros de altura acima do nível do Tirreno, dominando do seu assento rochoso. Avistam-se, nos dias claros, as montanhas de Córsega.

## Património
- Catedral, com o grupo em madeira policromada, do século XIII, com figuras em tamanho natural, com o célebre Descimento da Cruz (semelhante ao Cristo Negro do Museu Machado de Castro, em Portugal)
- Batistério, octogonal como o de Florença, com esculturas de Mino da Fiesole e Sansovino;
- Museu Etrusco
- Piazza Maggiore - praça principal onde se localizam o Palazzo Vescoville, Palazzo Pretorio, Palazzo dei Priori (Museu de Arte)